# Arambaré
Arambaré is een gemeente in de Braziliaanse deelstaat Rio Grande do Sul. De gemeente telt 3.929 inwoners (schatting 2009).

## Aangrenzende gemeenten
De gemeente grenst aan Camaquã, Sentinela do Sul en Tapes.